# 16119 Bronner
16119 Bronner è un asteroide della fascia principale. Scoperto nel 1999, presenta un'orbita caratterizzata da un semiasse maggiore pari a 2,3661255 UA e da un'eccentricità di 0,1952436, inclinata di 2,00787° rispetto all'eclittica.